# Flicka utan namn
Flicka utan namn är en svensk drama- och deckarfilm från 1954 i regi av Torgny Wickman. I huvudrollerna ses Alf Kjellin, Berit Frodi, Stig Järrel, Bengt Blomgren och Torsten Lilliecrona. Filmen var Wickmans debut som långfilmsregissör.

## Handling
Filmen kretsar kring en mordrättegång och genom vittnesmålen delges tittaren återblickar i vad som tidigare har hänt. Till slut kan Ljung gripas för mordet. Han erkänner sig skyldig.

## Om filmen
Inspelningen ägde rum mellan den 3 februari och 5 mars 1954 i Stockholm, med kompletteringar gjorda på samma ort den 13 maj. Fotograf var Rune Ericson, kompositörer Nathan Görling, Stuart Görling och Arvid Sundin och klippare 
Eric Nordemar. Filmen premiärvisades den 6 september 1954 på biograf Astoria i Stockholm. Den är 100 minuter lång och tillåten från 15 år. Filmen har visats på TV3 och vid ett flertal tillfällen i SVT, bland annat i juli 2019.

## Rollista
- Alf Kjellin – Erland Ljung, sutenör
- Berit Frodi – Lena Hagen, alias Anna Lena Johansson, 22 år
- Torsten Lilliecrona – Bo Ferne, kriminalkonstapel
- Stig Järrel – pälshandlaren
- Bengt Blomgren – Stig Helle, vittne
- Astrid Bodin – fru Elsa Boman, vittne
- Helge Hagerman – överkonstapel Larsson
- Allan Bohlin – överkonstapel Bergman
- Brit Ångström – Elsa Bergkvist, Lenas väninna
- Elsa Ebbesen-Thornblad – Stig Helles mor
- Georg Skarstedt – Tydén, kypare
- Ulf Johanson – granne till Lena Hagen
- Karin Miller – granne till Lena Hagen
- Arne Källerud – hustrumisshandlaren
- Birger Lensander – en boende vid Rådhuset
- Hanny Schedin – kvinnan på balkongen
- Tor Isedal – polacken
- Lars Seligman – "Darret", gangster
- Wanda Anderson – Bo Fernes fru
- Astrid Johansson – handelsbodexpedit på Älgö
- Lennart Almkvist – taxichauffören
- Alvar Zetterquist – kriminalpolisintendenten
- Gunnar Hedelius – rådman Hedelius, domare vid rådhusrättens 10:e avdelning
- Carl-Axel Robèrt – stadsfiskal Robèrt, åklagare
- Bertil Österberg – advokat Österberg, försvarsadvokaten

Ej krediterade
- Ingrid Lothigius – Elsa Bergkvists värdinna i Äppelviken
- Lukas Bonnier – Nilsson, kriminalkonstapel
- Birger Sahlberg – Sjögren, portvakten i huset Johannesgatan 22
- Gunvor Wegnelius – nämndsekreteraren
- Robert Hammarlund – rättstjänare
- Curt Hjelm – "Stålmannen"
- Per Appelberg – man i trenchcoat
- P.O. Johansson – polis
- Karl Erik Larsson – polis
- doktor Berggren – rättsläkaren
- Stig Åström – polis
- herr Lögdberg – fingeravtrycksexperten
- Peter Wickman	– grannfamiljens son
- Bissan Wickman – grannfamiljens dotter